# Casimir-effektus
A Casimir-effektus az a jelenség, melynek során vákuumban, két, egymáshoz közel helyezett, tükröző felület között vonzóerő (a Casimir-erő) jön létre.
A jelenséget Hendrik Casimir holland elméleti fizikus jósolta meg 1948-ban, amikor Eindhovenben, a Philips kutatólaboratóriumában dolgozott és kolloid oldatok kutatásával foglalkozott.
A Casimir-effektus felfedezése után mintegy 50 évvel gyakorlati jelentőségre tett szert, amikor a fizikusok felismerték, hogy fontos szerepe lehet a mikroméretű gépezetek kialakításában (nanotechnológia).
Elméleti jelentősége abban áll a fizika szempontjából, hogy igazolhatja vagy cáfolhatja azokat az elméleteket, amelyekben 10 vagy 11 dimenziós terekkel számolnak. Ezek a dimenziók befolyásolhatják a klasszikus newtoni gravitációt a szubmilliméteres távolságok esetén. A Casimir-erő megmérése segítheti a fizikusokat az elméletek érvényességének igazolásában.

## A jelenség leírása

A „vákuum-fluktuáció” szemléltetése

A klasszikus értelmezés szerint vákuumot akkor kapunk, ha egy térrészből eltávolítunk minden anyagdarabkát és a térrész hőmérsékletét lecsökkentjük abszolút nulla fokra. A kvantumfizika szerint azonban minden mező (beleértve az elektromágneses mezőket is) fluktuációt mutat, ami azt jelenti, hogy a mező aktuális értéke egy bizonyos átlagérték körül változik. Még egy abszolút nulla fokra lehűtött vákuum is rendelkezik ezekkel a változó terekkel, amit „vákuum-fluktuációnak” neveznek. Ennek átlagos értéke egy foton energiájának a fele.
A „vákuum-fluktuáció” nem valami elméleti absztrakció, hanem mikroszkóppal a gyakorlatban is kimutatható jelenség. Például ha egy atomot gerjesztünk, nem marad meg örökké ebben az állapotában, hanem visszatér az alapállapotába, miközben spontán módon fotont bocsát ki. A jelenség a „vákuum-fluktuáció” következménye.
Más megközelítésben a Casimir-effektus annak következtében áll elő, hogy a közeli lemezek között csak bizonyos hullámhosszú rezgések lehetségesek, míg a lemezeken kívül bármilyenek. Ennek következménye, hogy a lemezeket a külső rezgések egymás felé „nyomják”.
A fellépő erő nagysága sík, párhuzamos lapok esetén egyenesen arányos a felületekkel és fordítottan arányos a köztük lévő távolság negyedik hatványával:
{\displaystyle F\sim {\frac {A}{d^{4}}}},
A geometriai mennyiségektől eltekintve a fellépő erő csak két alapvető fizikai értéktől függ, ezek a Planck-állandó és a fénysebesség.
Bár a Casimir-erő kicsinek tűnik (például két tükör között, amik egymástól méteres távolságban vannak), értéke kimutatható, ha a tükrök csupán mikrométeres távolságban vannak egymástól.
Például két 1 cm²-es tükör között, ha egymástól 1 mikrométer távolságban vannak, a köztük fellépő erő 10−7 newton lesz. Ez körülbelül egy félmilliméteres vízcsepp súlyának felel meg. Bár ez hétköznapi szemlélettel kicsinek tűnhet, a mikrométer alatti tartományban a Casimir-erő a legerősebb erő két semleges objektum között. 10 nm-es távolság esetén (egy tipikus atom méretének százszorosa) a Casimir-effektus 1 atmoszférának megfelelő nyomást állít elő.
Bár a hétköznapi életben ilyen kis távolságokkal nem találkozunk, ezek fontos szerepet játszanak a nanoméretű mechanikus szerkezetek kialakításánál.  Ezekben az intelligens eszközökben apró mozgó alkatrészek találhatók, amiket többnyire szilícium alaphoz rögzítenek. Ezeket elektromosan összekötik az elektronikai alkatrészekkel, hogy azok felé méréseket továbbítsanak, vagy onnan parancsokat fogadjanak. Az ilyen eszközöknek széles felhasználási köre létezik, például ilyenek találhatók az autók légzsákjának nyomásérzékelőiben is.

## Kísérleti kimutatása, mérések
A Casimir-effektus mérése 1948-ban, felfedezése idején rendkívül nehéz lett volna az akkori technikai eszközökkel.
Az első kísérletek egyike volt a Marcus Spaarnay holland fizikus által végrehajtott mérés 1958-ban (Philips laboratórium, Eindhoven). Kísérletében két darab sík fémtükröt alkalmazott, amik anyaga alumínium, króm vagy acél volt. Spaarnay rugók egyensúlyán alapuló mérést alkalmazott. Hogy kiküszöbölje az elektrosztatikus feltöltődésből eredő hibás mérést, a lemezeket minden mérés előtt összeérintette, így azok elektromos töltései kiegyenlítődtek. Biztosítania kellett továbbá azt is, hogy a lemezek tökéletesen párhuzamosak legyenek, mivel a Casimir-erő rendkívül érzékeny a távolságra.
Spaarnay leküzdötte ezeket a nehézségeket, és azt találta, hogy eredményei „nem mondanak ellent a Casimir által megjósoltaknak”.
A technika fejlődésével a mérések kivitelezése könnyebbé vált. 1997-ben Steve Lamoreaux (akkoriban: University of Washington, Seattle) megmérte a Casimir-erőt egy 4 cm átmérőjű optikai lencse és egy 2,5 cm-es optikai kvarclemez között, amiket réz és arany bevonattal látott el. A lencse és a lemez egy torziós ingához volt kapcsolva, amit egy hengerben helyezett el, amiben vákuum volt. Amikor a lencse és a lemez néhány mikrométer távolságra került egymástól, a Casimir-erő egymáshoz húzta őket, és a torziós mérő elfordult. Lamoreaux azt találta, hogy kísérleti eredményei az elméleti értékeket 5% pontossággal megközelítik.
Ezek után sok hasonló mérés történt. Umar Mohideen és munkatársai (University of California, Riverside) egy 200 mikrométer átmérőjű polisztirol gömböt erősítettek egy atomerő-mikroszkóphoz. A kísérletek során a gömböt (aminek felületét alumíniummal vagy arannyal vonták be) 0,1 mikrométer távolságra közelítették egy sík laphoz, amit szintén ezekkel a fémekkel vontak be. A vonzóerőt egy lézersugár eltérésével figyelték és azt találták, hogy az eredmények 1%-on belül egyeznek az elméletileg kiszámolt értékkel.
A kutatók azért nem alkalmazzák az elméletben szereplő sík lapokat a méréseikben, mert rendkívül nehéz azok párhuzamosságát beállítani. Egyszerűbb a gömb-síklap elrendezés, mert itt csak egyetlen távolságot kell beállítani, a gömb legközelebbi pontját a sík laphoz (bár ebben az esetben az erők számítása bonyolultabb).

## Mérési problémák
A Casimir-effektus mérésekor az egyik probléma, hogy a kísérletekben használt tükrök nem olyanok, mint amik az elméletben szerepelnek: nem tökéletesen síkok és nem teljes mértékben verik vissza a különböző frekvenciájú sugárzást. Egy bizonyos frekvenciatartományban jól verik vissza a sugarakat, más tartományokban kevésbé vagy egyáltalán nem. Ezen kívül minden tükör „átlátszóvá” válik egy bizonyos határfrekvencia fölött. A Casimir-erő számításánál figyelembe kell venni a visszaverődés mértékének frekvencia-függését. Erre először Jevgenyij Lifsic szovjet fizikus mutatott rá az 1950-es években, továbbá Julian Schwinger és később mások is.
A megmért Casimir-erő valódi tükrök esetén 0,1 μm távolságban mindössze fele az elmélet alapján várható értéknek (ami tökéletes tükröket feltételez).
Egy másik probléma a várható Casimir-erő számításánál az, hogy a kísérleteket nem az abszolút nulla fok közelében végzik, hanem általában szobahőmérsékleten. Ez hőmérsékletből eredő fluktuációt okoz a vákuum-fluktuáció mellett. Ez a hőmérsékleti fluktuáció létrehoz egy akkora nyomást, ami nagyobb a Casimir-erőből származó nyomásnál. Például 7 μm távolságban lévő lemezeknél az erő szobahőmérsékleten kétszer akkora, mintha abszolút nulla fokon mérték volna. Szerencsére a hőmérsékletből eredő fluktuáció csak az 1 μm-nél nagyobb távolságoknál játszik szerepet, ez alatt a hőmérséklettel kapcsolatos hullámhosszak túl nagyok és „nem férnek el” a lemezek között.
Egy további probléma, hogy a használt lemezek nem teljesen simák. Az ilyen tükröket a simaság érdekében általában úgy készítik, hogy van egy hordozóréteg, és erre valamilyen fémréteget visznek fel a tükrözés érdekében. Az eljárás legalább 50 nm-es egyenetlenséget okoz. Ez nem tűnik soknak és szabad szemmel észrevehetetlen, azonban a Casimir-erő mérésénél figyelembe kell venni az ebből eredő szóródást.

## Új fizikai elvek kimutatása?
A Casimir-effektus szerepet játszhat az erők pontos mérésében a nanométeres és mikrométeres tartományban.
Newton gravitációs törvényét számtalanszor ellenőrizték már a makroszkopikus tartományban (a mindennapi életben tapasztalható távolságokkal), például a bolygók mozgásának megfigyelésével.
Eddig azonban még senki nem végzett nagy pontosságú méréseket a mikrométeres távolságokon belül. Ezek a mérések fontosak az olyan elméleti modellek számára, amik még fel nem fedezett erőket vesznek számításba ilyen kis távolságokon. Bármely eltérés a jelenleg elfogadott newtoni erők és az ilyen mérések között azt sugallnák, hogy ismeretlen erőkről van szó. Egyezés esetén pedig a newtoni elmélet érvényességi köre bővülne.

## A kritikus Casimir-effektus
A kritikus Casimir-effektus a „klasszikus” Casimir-effektus ellentéte abban az értelemben, hogy a lemezek nem vonzzák, hanem taszítják egymást.
A jelenséget német fizikusoknak sikerült közvetlenül megmérniük. A jelenség a nanotechnológiában alkalmazott parányi mechanikus szerkezetekben fellépő súrlódás csökkentésében juthat komoly szerephez.
A jelenséget 1978-ban Michael Fisher és a néhai Pierre-Gilles de Gennes jósolta meg, de eddig nem állt rendelkezésre megfelelően érzékeny technika a mérés lebonyolításához.
Clemens Bechinger és kollégái a Stuttgarti Egyetemen kifejlesztettek egy mérési technikát, amit „teljes belső visszaverődéses mikroszkópiának” neveztek el. Ezzel az eljárással az 1 femto Newton (10−15 N) tartományban lehet erőket mérni.
Ennek a technikának az alkalmazásával a csoportnak sikerült megmérnie egy 3 µm átmérőjű polisztirol gömb vonzóerejét egy üvegbúra belső falához, amiben víz és 2,6-lutidin olaj keveréke volt. A mérés során hegyes szögben lézersugarat irányítottak az üveg falára, ami nagyrészt szétszóródott és az üveg belsejébe is csak ennek a szórt fénynek egy része jutott el. Eközben mérték a gömb faláról visszaverődő fény mennyiségét, ami a gömb és az üveg közötti távolsággal áll összefüggésben.
Mivel a gömböt a folyadék atomjai folyamatosan taszigálják, ezért a fizikusok statisztikai elemzéssel választották szét az eredményből a kritikus Casimir-effektus hatását. Ezek alapján a fellépő erő nagysága 600 fN körül van.
Bechinger kijelentése szerint a megfordított kritikus Casimir-effektusnak a nanotechnológiában lesz hasznos szerepe a kvantumos Casimir-effektus ellensúlyozásában.

## Külső hivatkozások
- http://bajnok.web.elte.hu/Casimir.html
- http://www.origo.hu/tudomany/19990112asemmi.html
- European Science Foundation: New Trends and Applications of the Casimir Effect (CASIMIR)
- hvg.hu: Fizikusok szerint lehetséges a levitáció (2007-08-07)
- Casimir erő - vonzó és taszító (2010-01-20) Archiválva 2016. március 4-i dátummal a Wayback Machine-ben
- niif - videon on demand: Energia vákuumból (Casimir-effektus), előadó: Hraskó Péter nyugalmazott egyetemi tanár  Archiválva 2008. március 25-i dátummal a Wayback Machine-ben (1 órás, online nézhető, magyar nyelvű videó, az előadás dátuma: 2004. 02. 28.)
- Thermal Casimir force seen for the first time (2011-02-08)